# Maxime Dorigo
Maxime Dorigo (Parigi, 2 settembre 1936) è un ex cestista e allenatore di pallacanestro francese.

## Carriera
Con la Francia ha disputato i Campionati europei del 1959, i Giochi olimpici di Roma 1960 e i Campionati mondiali del 1963.

## Palmarès

### Giocatore
- Campionato francese: 3

Bagnolet: 1960-61, 1961-62, 1966-67
- FIBA World Cup All-Tournament Teams: 1

1963